# Penicillium lagena
Penicillium lagena är en svampart som först beskrevs av Delitsch, och fick sitt nu gällande namn av Stolk & Samson 1983. Penicillium lagena ingår i släktet Penicillium och familjen Trichocomaceae.   Inga underarter finns listade i Catalogue of Life.